# Kanton Bourges-4
Kanton Bourges-4 (francouzsky Canton de Bourges-4) je francouzský kanton v departementu Cher v regionu Centre-Val de Loire. Tvoří ho pouze část města Bourges.